# Càlam (escriptura)

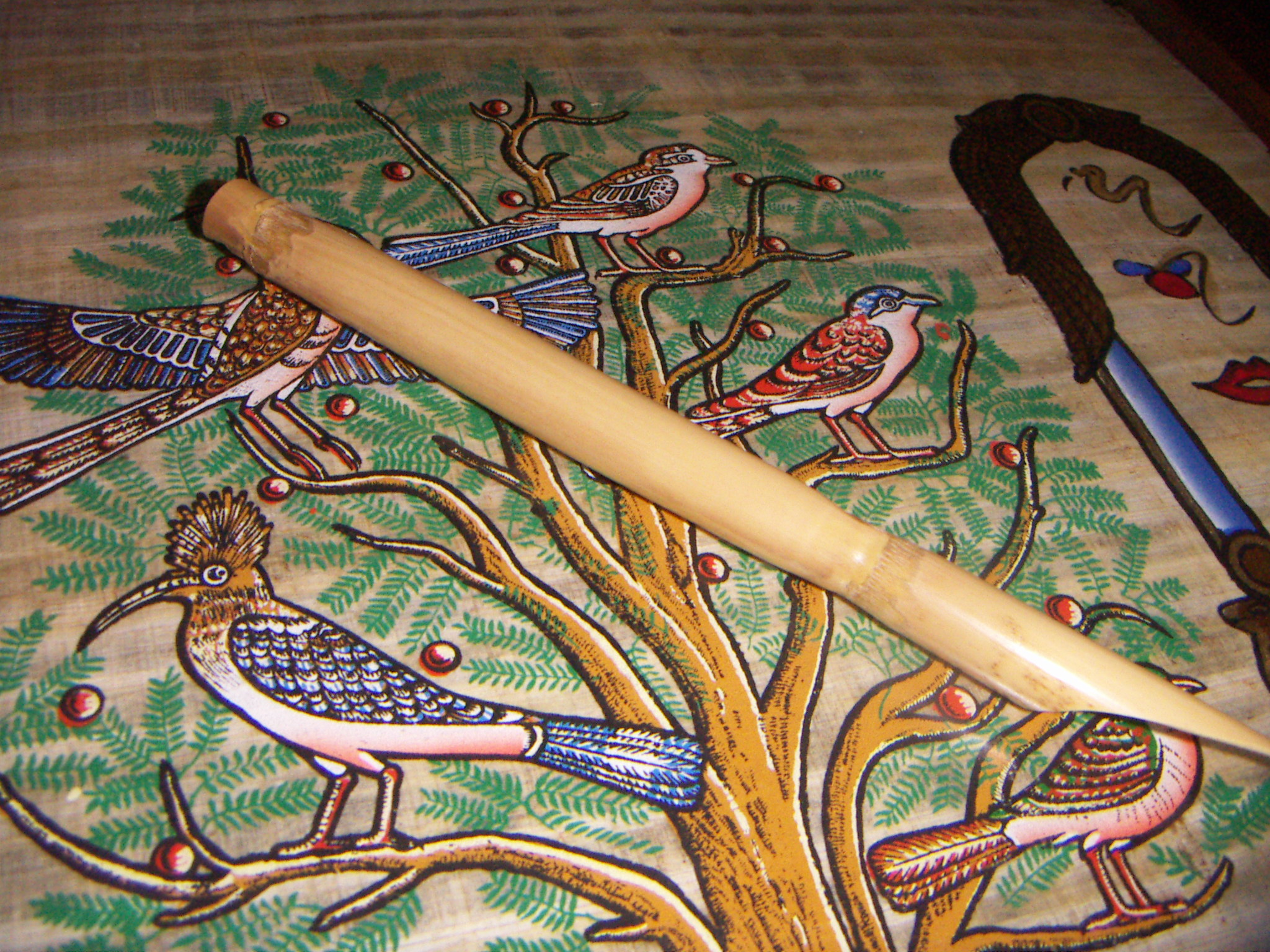
Càlam de canya

El càlam és un instrument de canya (Arundo donax o bambú) tallada en punta que s'utilitza per a l'escriptura sobre argila, cera o, mullat en tinta, sobre papir, pergamí o paper.
El seu ús comença el segle xx aC. Va donar la forma característica a l'escriptura cuneïforme, de petits triangles, fruit de l'enfonsament del càlam en l'argila tendra. És probable que inicialment fos utilitzat com a instrument per decorar l'argila.

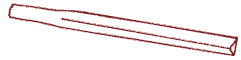
Càlam per tauletes d'argila

El càlam va ser utilitzat a Europa durant l'edat mitjana, fins al segle xii, quan va ser substituït per la ploma d'au, i es menciona per primer cop per Isidor de Sevilla el 625.
Una falta d'ortografia o simplement d'escriptura s'anomena lapsus calami.

## Vegeu també

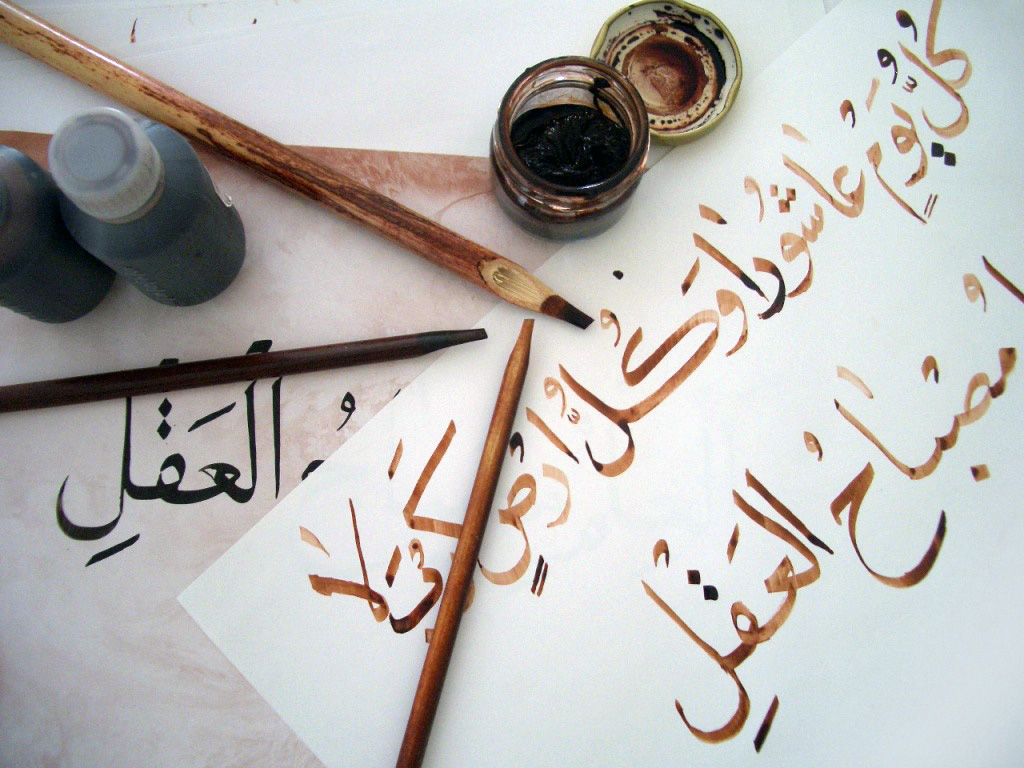
Càlams per escriptura aràbiga